# Augustin Gattinger
Augustin Gattinger est un médecin et un botaniste américain d’origine bavaroise, né le 3 février 1825 à Munich et mort le 18 juillet 1903 à Nashville.

## Liste partielle des publications
- 1901 : The flora of Tennessee.